# Chiu Keng Wan Shan
Chiu Keng Wan Shan (chinesisch 照鏡環山 / 照镜环山, Pinyin Zhàojìng Huánshān, Jyutping Ziu3geng3 Waan4saan1) ist ein Berg im Distrikt Sai Kung von Hongkong. Er liegt zwischen den Ortschaft Tiu Keng Leng (調景嶺) und Yau Tong (油塘) im Südosten der Verwaltungsregion New Territories angrenzend zum Kowloon.

## Etymologie
Die Bezeichnung des Bergs Chiu Keng Wan Shan (照鏡環山) bedeutet etwa „spiegelnde ringförmige Bergkette“. Früher hieß sowohl die Bergkette und als auch die Ortschaft am Fuß des Bergs Chiu Keng Leng  (照鏡嶺). Der Ursprung der Bezeichnung des Bergs soll die ruhige klare Wasserfläche der Meeresbucht beschreiben, die glatt wie ein Spiegel auf die Fischer gewirkt haben. Ein anderer Herkunft für die Bezeichnung soll von den Hakka-Bäuerin abstammen, die dort ihren Feldern bestellt haben und dabei deren traditionellen Kopfbedeckung am glitzernden Wasseroberfläche der Bucht wie ein Spiegel widergespiegelt haben soll.

## Geographie
Chiu Keng Wan Shan ⊙ setzt die Hügelkette von Mau Wu Shan (217 m, 茅湖山) und Ng Kwai Shan (304 m, 五桂山 englisch Black Hill) nach Süden fort und markiert den Übergang zur Landzunge, auf welcher der Devil’s Peak den Lei-Yue-Mun-Kanal überblickt. Der Chiu Keng Wan Shan erhebt sich bis auf 247 m Höhe. Aufgrund ihrer äußerliche Ähnlichkeit mit der Pat-Sin-Leng-Hügelkette (八仙嶺) in Taipo im Nordosten der New Territories, gaben Einheimischen dieser geologischen Formation auch die Bezeichnung Little Pat Sin (小八仙). Der Junk Bay Chinese Permanent Cemetery liegt am Osthang des Chiu Keng Wan Shan.

## Wandern
Ein Teil des Wilson Trail (Section 3, 衛奕信徑三段) verläuft westlich am Fuß des Chiu Keng Wan Shan. Die Wanderroute Wilson Trail besteht aus insgesamt acht Abschnitte mit verschiedenen Schwierigkeitsgrade und Länge verteilt über das gesamte Gebiet Hongkongs. Eine Einstiegsstelle in den Abschnitt drei (englisch Section 3) dieser Wanderweg besteht an der O King Road (澳景路) ⊙ setzt die Hügelkette von Mau Wu Shan (217 m, 茅湖山). Der dritte Teilabschnitt des Wanderpfads – Wilson Trail Section 3 – eignet sich nur für geübte Wanderer und Bergsteiger.

Umgebung von Chiu Keng Wan Shan
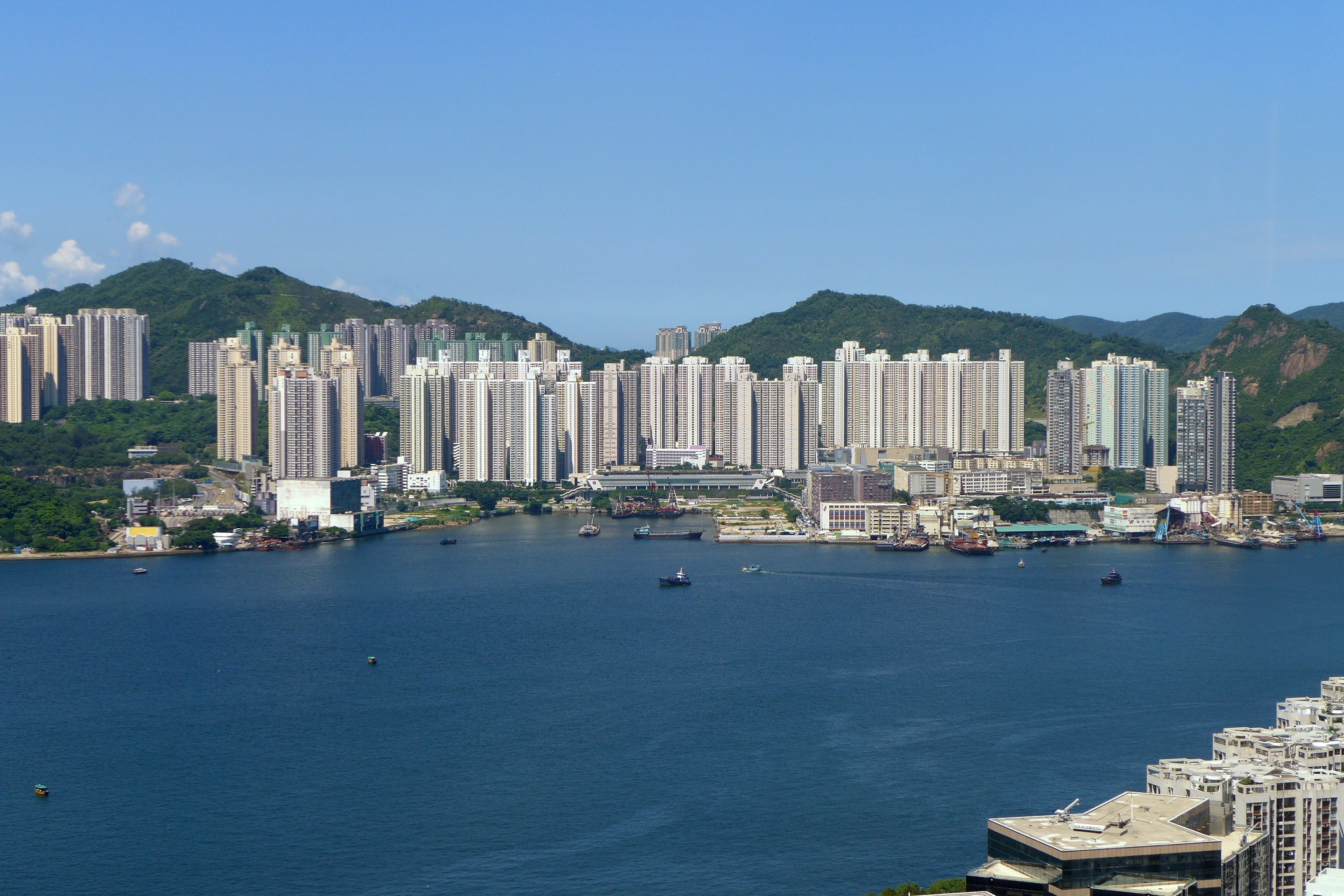
Rechts der Mitte ist Chiu Keng Wan Shan sichtbar[17], 2014
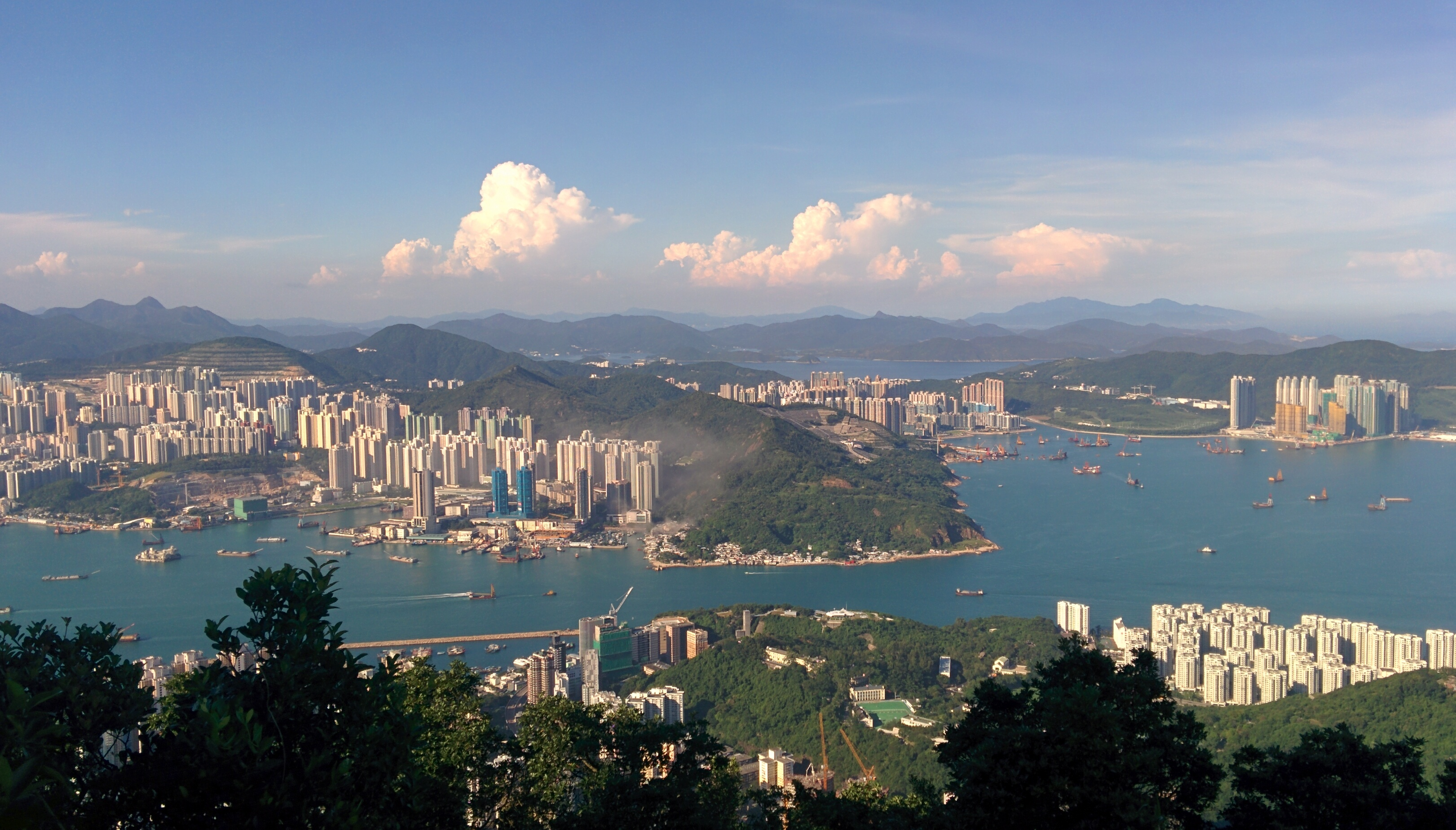
Blick vom Mount Parker auf Little Pat Sin mit Black Hill, Chiu Keng Wan Shan und Devil’s Peak, 2019
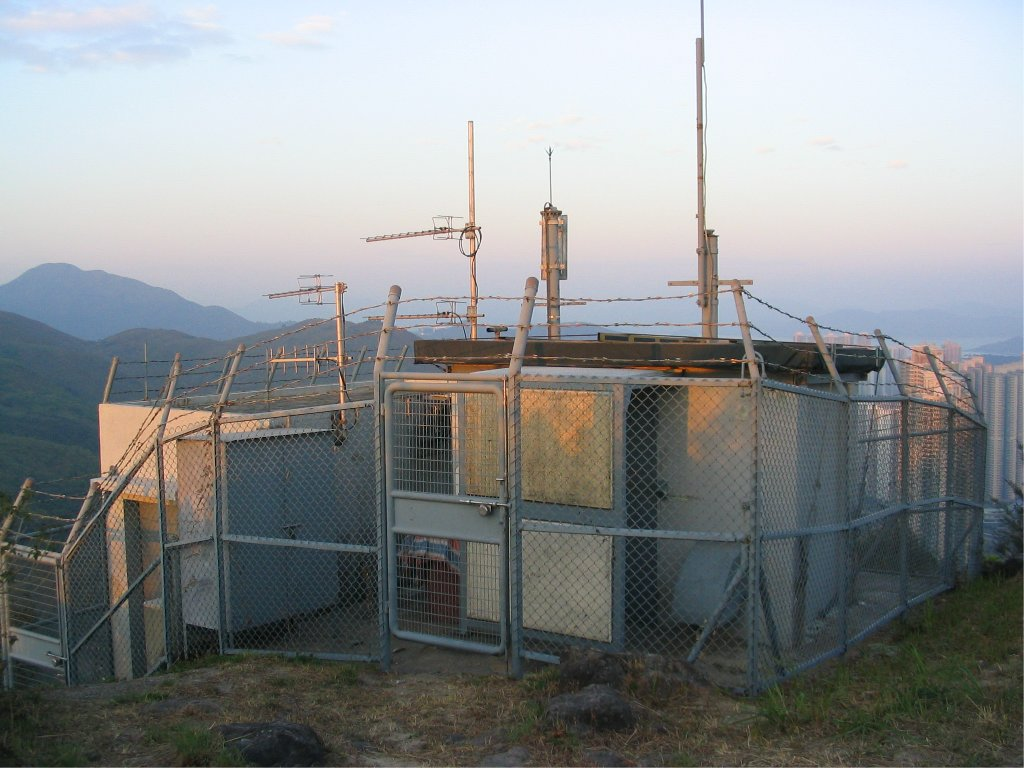
Sendeanlage auf dem Chiu Keng Wan Shan[18], 2005
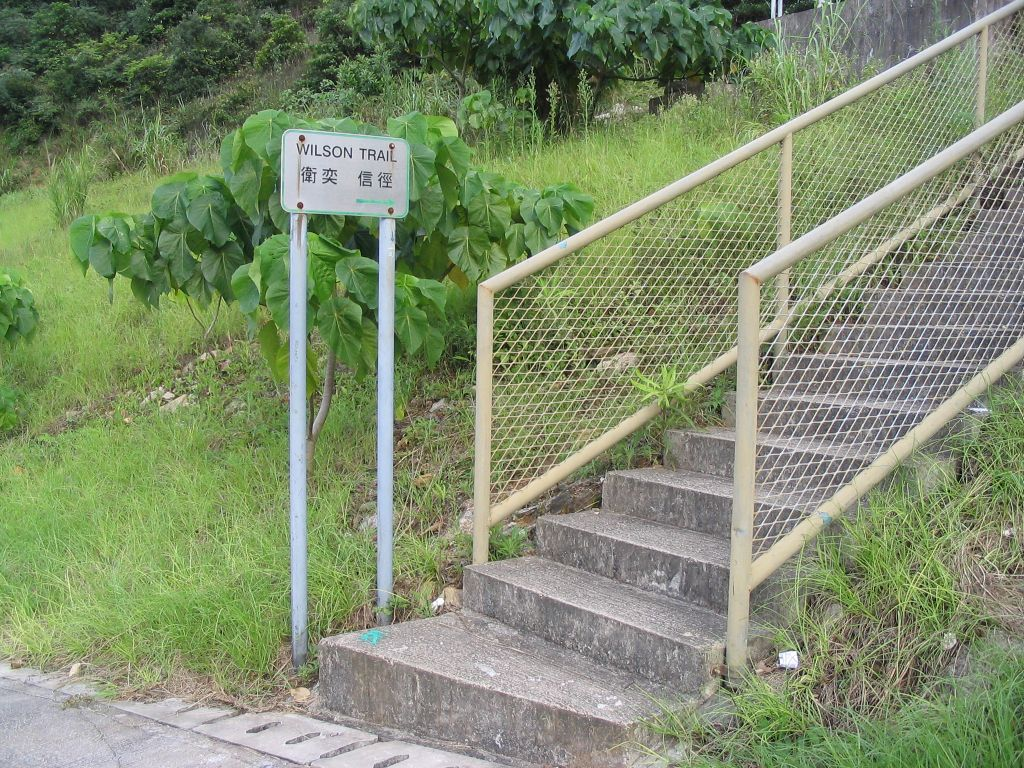
Zugang zum Wilson Trail (Section 3) am O King Road, 2005